# 天主教埃斯皮納爾教區
天主教埃斯皮納爾教區（拉丁語：Dioecesis Espinalensis）是哥倫比亞一個羅馬天主教教區，屬伊瓦格總教區。
教區於1957年3月18日成立，位於托利馬省南部，2006年時有331,000名教友（佔轄區總人口75.4%）。教區下轄54個堂區和78名司鐸。教區主教現時出缺。